# Anna Karenina (filme de 2012)
Anna Karenina é um filme britânico de 2012, dirigido por Joe Wright e adaptado por Tom Stoppard do romance homônimo de Leo Tolstoy, publicado em 1877. Keira Knightley atua no papel da protagonista título, o que marca a sua terceira colaboração com o diretor John Wright. Jude Law e Aaron Taylor-Johnson atuam nos papéis de Alexei Karenin e Vronsky, respectivamente. O filme foi indicado aos prêmios Óscar de melhor trilha sonora, melhor design de produção, melhor fotografia e melhor figurino (tendo vencido este último).

## Elenco
- Keira Knightley ... Anna Karenina
- Jude Law ... Alexei Karenin
- Aaron Johnson ... Conde Vronsky
- Alicia Vikander ... Kitty
- Kelly Macdonald ... Dolly
- Matthew Macfadyen ... Oblonsky
- Domhnall Gleeson ... Konstantin Levin
- Ruth Wilson ... Princesa Betsy
- Olivia Williams ... Condessa Vronskaya
- Michelle Dockery ... Princesa Myagkaya
- Emily Watson ... Condessa Lydia
- Holliday Grainger ... A Baronesa
- Shirley Henderson ... Meme Kartasov
- Bill Skarsgård ... Capitão Machouten
- Cara Delevingne ... Princesa Sorokina
- Hera Hilmar ... Varya Vronskaya